# Sankt Niklaus
Sankt Niklaus (toponimo tedesco; in francese Saint-Nicolas) è un comune svizzero di 2 265 abitanti del Canton Vallese, nel distretto di Visp.

## Geografia fisica
Sankt Niklaus si trova nella valle Mattertal (o Nikolaital).

## Storia
Il comune di Sankt Niklaus è stato istituito nel 1866 con la fusione dei comuni soppressi di Sankt Niklaus Dorf e Sankt Niklaus Matt (a sua volta istituito nel 1820 con la fusione dei comuni soppressi di Äussere Matt e Innere Matt); nel 1870 ha inglobato l'altro comune soppresso di Gasenried.

## Monumenti e luoghi d'interesse

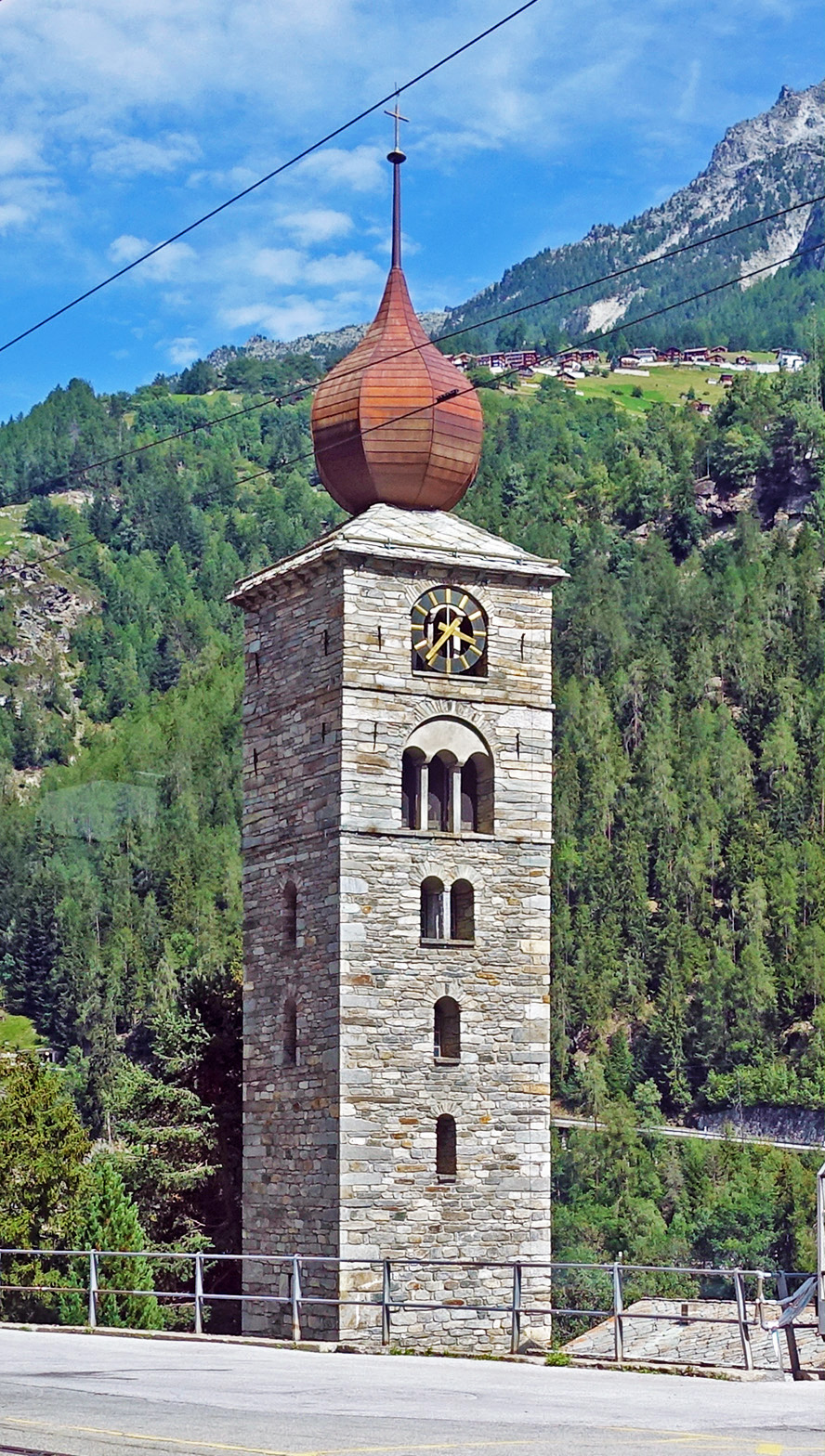
La chiesa di San Nicolao

- Chiesa parrocchiale cattolica di San Nicolao, attestata dal 1272 e ricostruita nel XVII secolo[1].

## Società

### Evoluzione demografica
L'evoluzione demografica è riportata nella seguente tabella:
Abitanti censiti

## Geografia antropica

### Frazioni
- Gasenried
- Herbriggen
- Sankt Niklaus Dorf, capoluogo comunale
- Sankt Niklaus Matt
  - Äussere Matt
  - Breitmatten
  - Innere Matt
  - Mattsand
  - Riedmatten
- Stalu
- Ze Schwidernu

## Economia
Sankt Niklaus è una località di villeggiatura e base alpinistica sviluppatasi a partire dagli anni 1850 soprattutto su impulso delle locali guide alpine.

## Amministrazione
Ogni famiglia originaria del luogo fa parte del cosiddetto comune patriziale e ha la responsabilità della manutenzione di ogni bene ricadente all'interno dei confini del comune.